# Büyükdalyan, Antakya
Büyükdalyan là một xã thuộc thành phố Antakya, tỉnh Hatay, Thổ Nhĩ Kỳ. Dân số thời điểm năm 2011 là 2.167 người.